# Mannophryne trujillensis
Mannophryne trujillensis Vargas Galarce & La Marca, 2007 è un anfibio anuro, appartenente alla famiglia degli Aromobatidi.

## Etimologia
L'epiteto specifico, composto da trujill[o] e dal suffisso latino -ensis (che vive in, che abita), è stato dato in riferimento allo stato di Trujillo dove è stata trovata la specie.

## Distribuzione e habitat
È endemica dello stato di Trujillo in Venezuela. Si trova tra 700 e 850 metri di altitudine.